# Marta Gottwaldová
Marta Gottwaldová (ur. jako Marie Holubová, 17 września 1899 w Kopřivnicach, zm. 28 października 1953 w Pradze) – żona Klementa Gottwalda, pierwsza dama Czechosłowacji w latach 1948–1953.

## Życiorys
Urodziła się jako nieślubne dziecko wdowy po rolniku. Dorastała w ubóstwie, uczyła się do zawodu kelnerki, ostatecznie podjęła jednak pracę jako służąca. Z nieznanych przyczyn zamiast imienia Marie zaczęła używać imienia Marta.
Po zakończeniu I wojny światowej przez pewien czas mieszkała w Ostrawie i Trenczynie, powróciła jednak do rodzinnego miasta, gdzie jesienią 1919 roku poznała Klementa Gottwalda, wówczas żołnierza czechosłowackiej armii. W 1920 roku urodziła się im córka, Marta. Po narodzinach dziecka para rozstała się, utrzymywała jednak kontakt z Gottwaldem. Zamieszkali razem w 1924 roku, a 21 marca 1928 roku wzięli ślub. 
Nigdy nie wstąpiła do Komunistycznej Partii Czechosłowacji, nie uczestniczyła w życiu politycznym. W 1934 roku wraz z mężem wyjechała do Związku Radzieckiego, gdzie zamieszkali w Moskwie. Na krótko powrócili do Czechosłowacji, po konferencji monachijskiej ponownie wyjechali jednak do ZSRR.
Po zakończeniu II wojny światowej wraz z Gottwaldem powróciła do Czechosłowacji, zamieszkali w willi przy Moście Prochowym. Po przejęciu władzy przez jej męża została pierwszą damą Czechosłowacji, naśladowała ona wówczas styl i zachowanie Hany Benešovej, była jednak znienawidzona przez czechosłowackie społeczeństwo, stała się także ofiarą wielu żartów i plotek. Po procesie i egzekucji Rudolfa Slánskiego wspierała finansowo wdowę po nim.
Zmarła 28 października 1953 roku, kilka miesięcy po jej mężu. Przyczyną śmierci był nowotwór narządów płciowych lub nowotwór tarczycy.
Została pochowana we wspólnym grobie jej męża i innych działaczy komunistycznych na Cmentarzu Olszańskim w Pradze.